# Кальцеолярия
Кальцеоля́рия (лат. Calceolaria) — род растений семейства Кальцеоляриевые (Calceolariaceae). Многие представители рода являются популярными комнатными растениями, благодаря своим необычным двугубым цветкам.

## Название
Родовое латинское (научное) название происходит от латинского слова calceolus, (от calcius, — «обувь», и уменьшительным суффиксом -olus). Такое название было дано из-за формы двугубого цветка. Среди цветоводов вместо сложного ботанического названия бытует более простое – «башмачок».
Русскоязычное название «Кальцеолярия» является транслитерацией латинского.

## Ботаническое описание

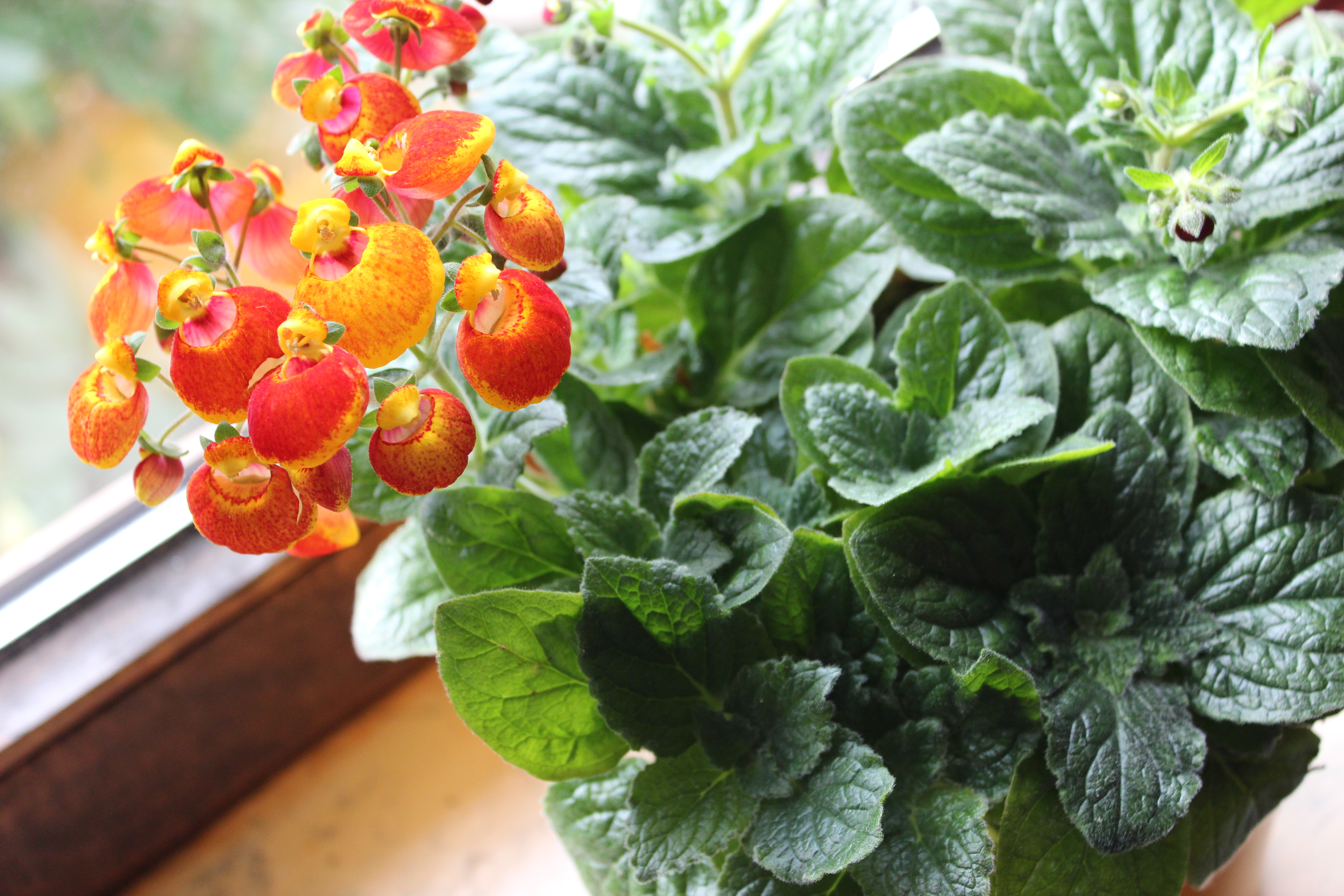
Calceolaria herbeohybrida

Растения данного рода могут быть однолетними или многолетними травами или кустарниками. Листья могут быть простыми, крестообразными, супротивными, цельнокрайними или перисто-рассеченными. У некоторых перуанских видов листья тройчатые. Листья могут быть черешковыми или сидячими.
Соцветие может быть верхушечным или пазушным, тирсовым и состоять из цимозных вторичных соцветий. Цветки обоеполые и заметные, с чашечкой, разделенной на четыре лепестка. Чашелистики имеют створчатую форму, венчик цветка двугубый и может быть желтого или красноватого цвета. Верхняя губа обычно меньше нижней, а нижняя губа может быть мешковидной, вздутой или шаровидной. Цветки имеют 2 тычинки с отогнутыми или раздвоенными пыльниками, а завязь находится в верхней или полунижней части цветка и имеет два отделения. Столбик цветка может быть простым, а рыльце головчатым или незаметным. Плодом является септическая и локулицидная сухая капсула, а семена мелкие и многочисленные.

## Распространение

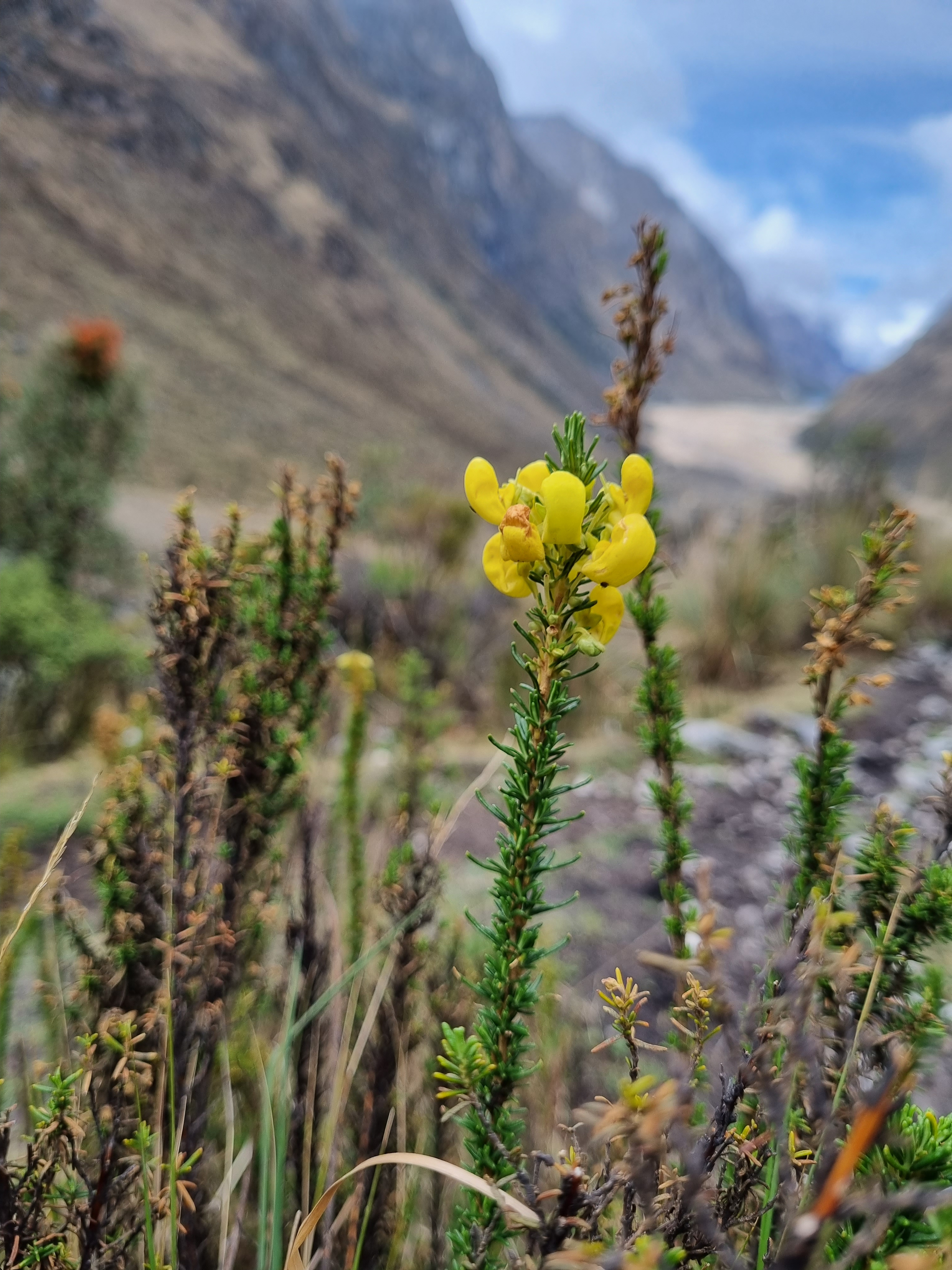
Calceolaria linearis в естественной среде обитания в Кордильере-Бланка, Перу

Род растений Нового Света. Природный ареал рода включает следующие страны и регионы: Аргентина, Боливия, Чили, Колумбия, Коста-Рика, Эквадор, Сальвадор, Фолклендские острова, Галапагосские острова, Гватемала, Гондурас, Мексика, Мексиканский залив, Панама, Перу, Уругвай и Венесуэла.
Род также был введен на другие территории путем интродукции, включая Азорские острова, Бразилию, Канарские острова, юго-восток Китая, Кубу, Восточные Гималаи, Индию, Ямайку, Яву (Индонезия), Маврикий, Мьянму, Непал, Новую Зеландию, острова Норфолк, Шри-Ланку и Святую Елену.

## Таксономия
Calceolaria L., первое упоминание в Kongl. Vetensk. Acad. Handl. 31: 288 (1770).

### Синонимы
Гетеротипные (основанные на разных номенклатурных типах):
- Fagelia Schwencke (1774)
- Porodittia G.Don ex Kraenzl. (1907), nom. superfl.
- Stemotria Wettst. & Harms (1899)
- Trianthera Wettst. (1886)

### Виды
По данным сайта Plants of the World Online на 2023 год, род включает 270 видов. Некоторые из них:
- Calceolaria arachnoidea Graham, 1828
- Calceolaria biflora Lam., 1785 — Кальцеолярия двухцветковая
- Calceolaria chelidonioides Kunth, 1818
- Calceolaria corymbosa Ruiz & Pav., 1798
- Calceolaria crenatiflora Cav., 1799
- Calceolaria fothergillii Aiton, 1789
- Calceolaria integrifolia L., 1770
- Calceolaria pinnata L., 1770
- Calceolaria polyrhiza Cav., 1799 — Кальцеолярия многокорневая
- Calceolaria tenella Poepp., 1845
- Calceolaria tripartita Ruiz & Pav., 1798 — Кальцеолярия трёхраздельная
- Calceolaria uniflora Lam., 1791

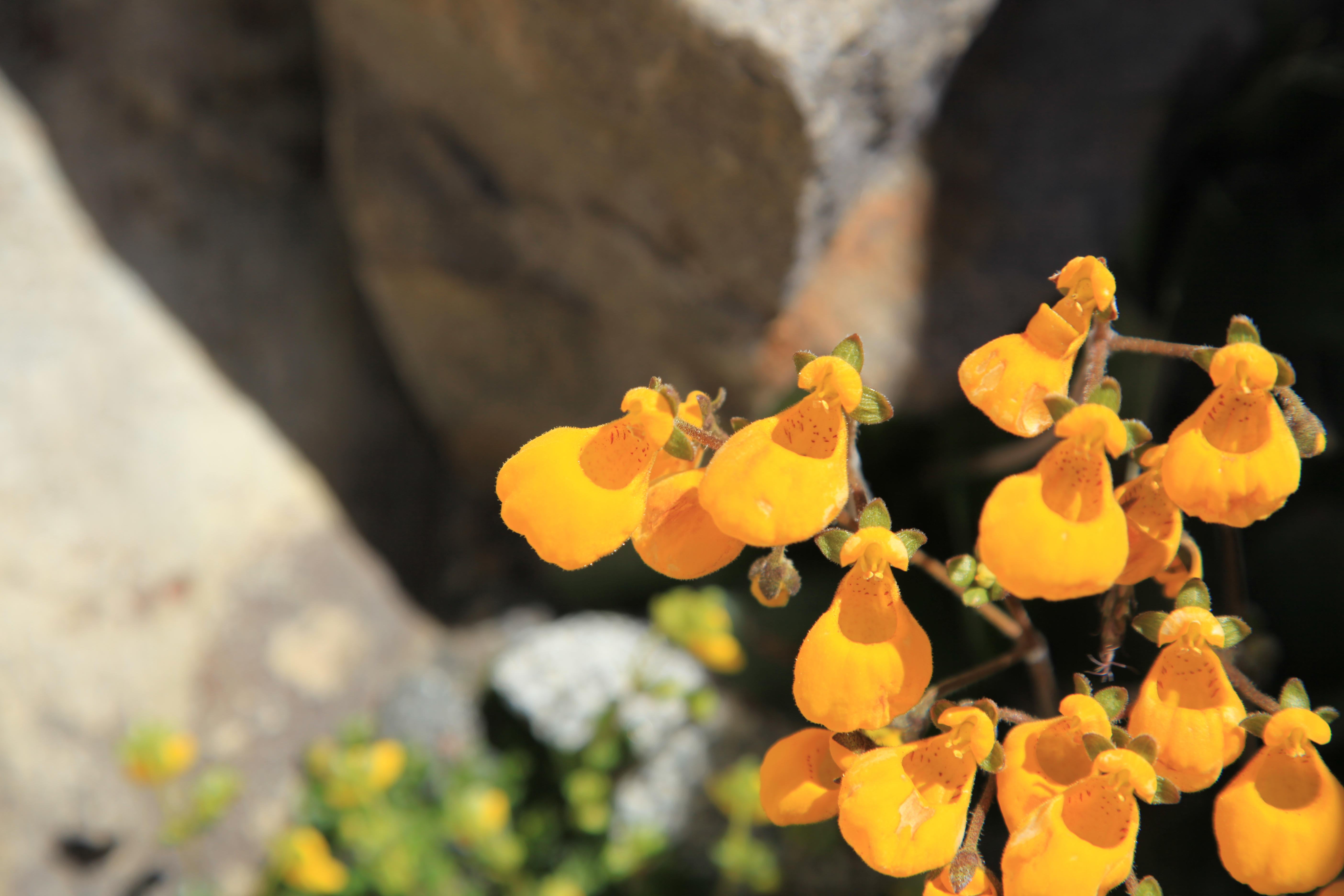
Calceolaria biflora
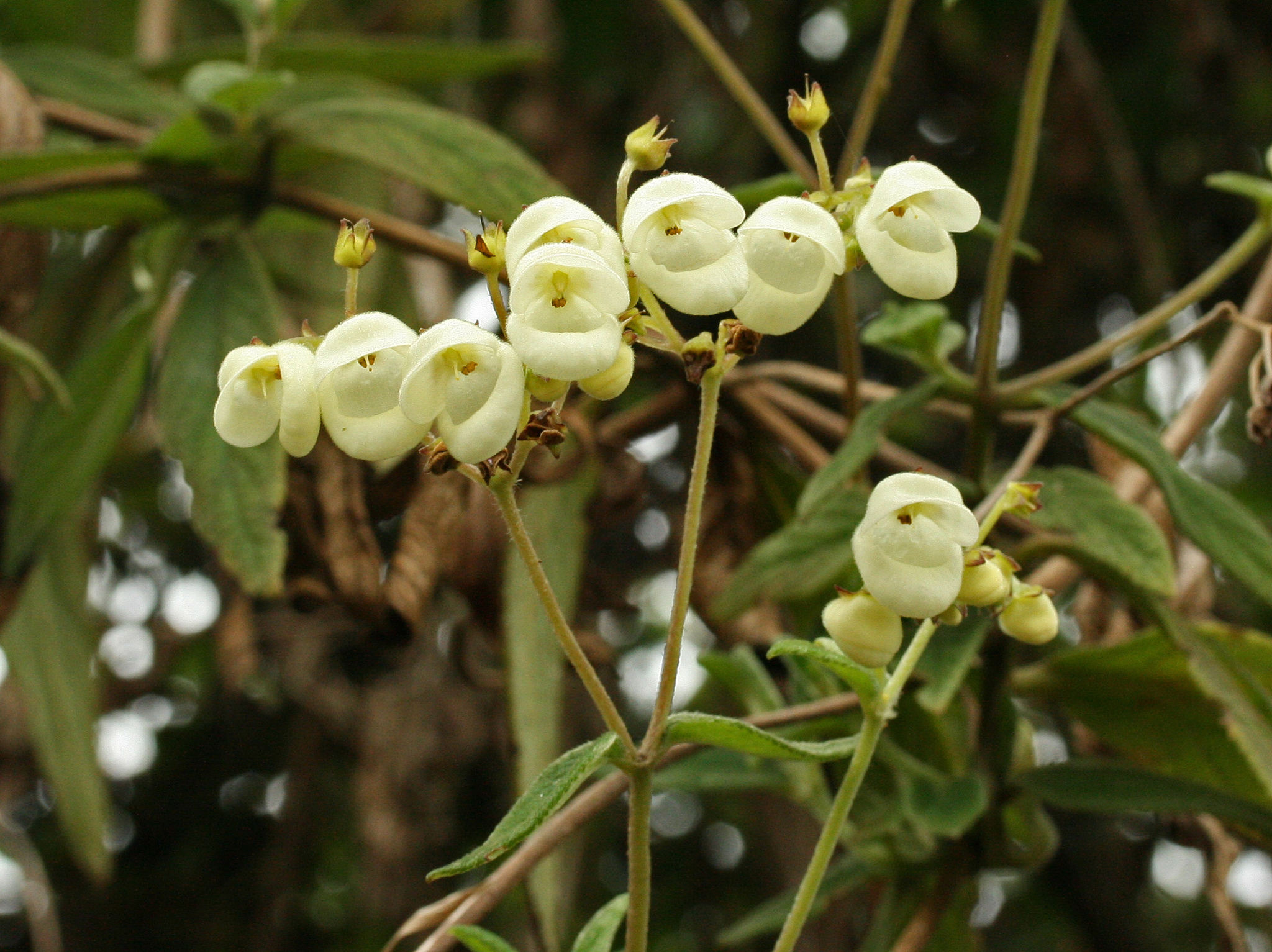
Calceolaria martinezii
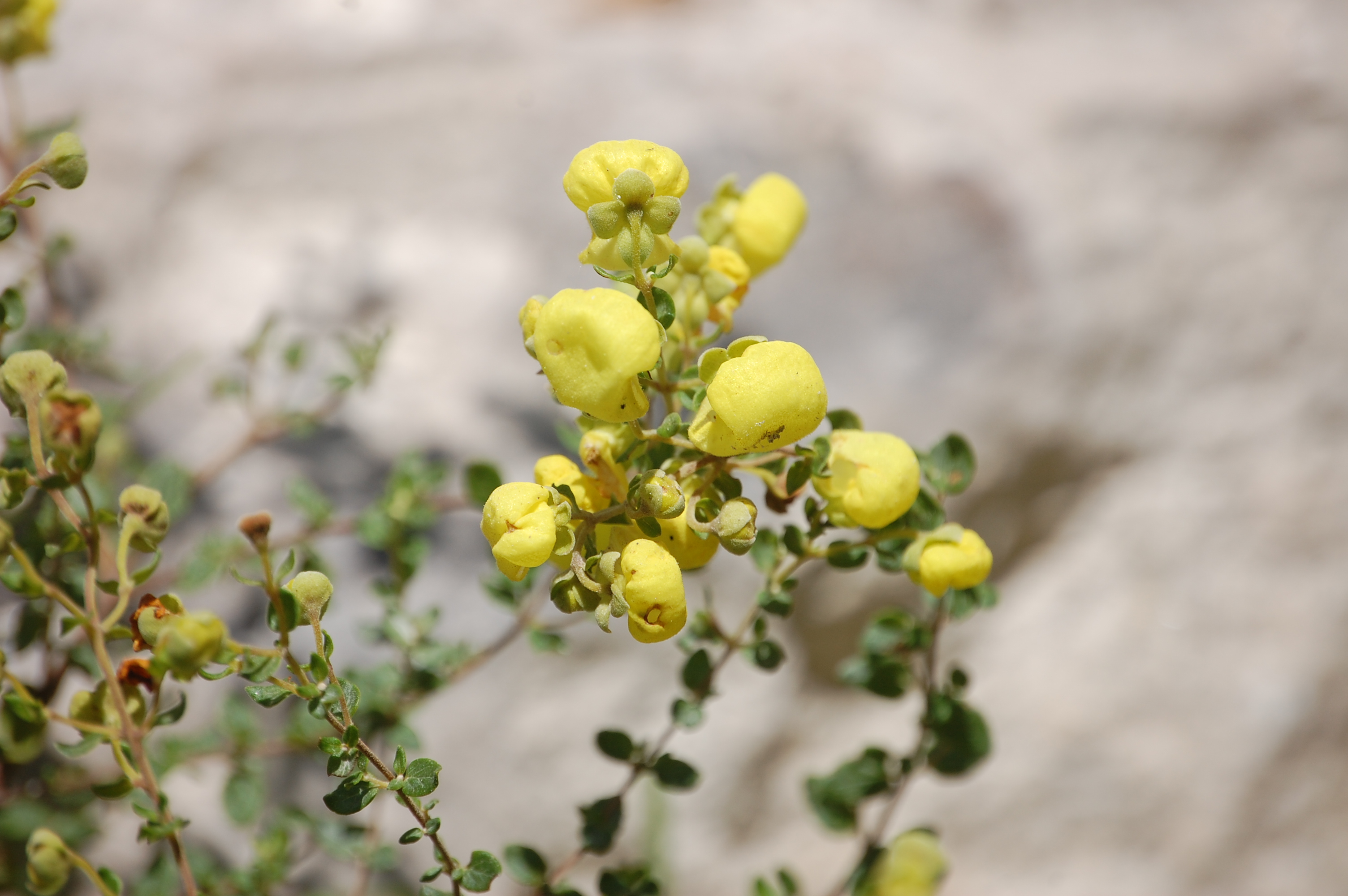
Calceolaria myriophylla
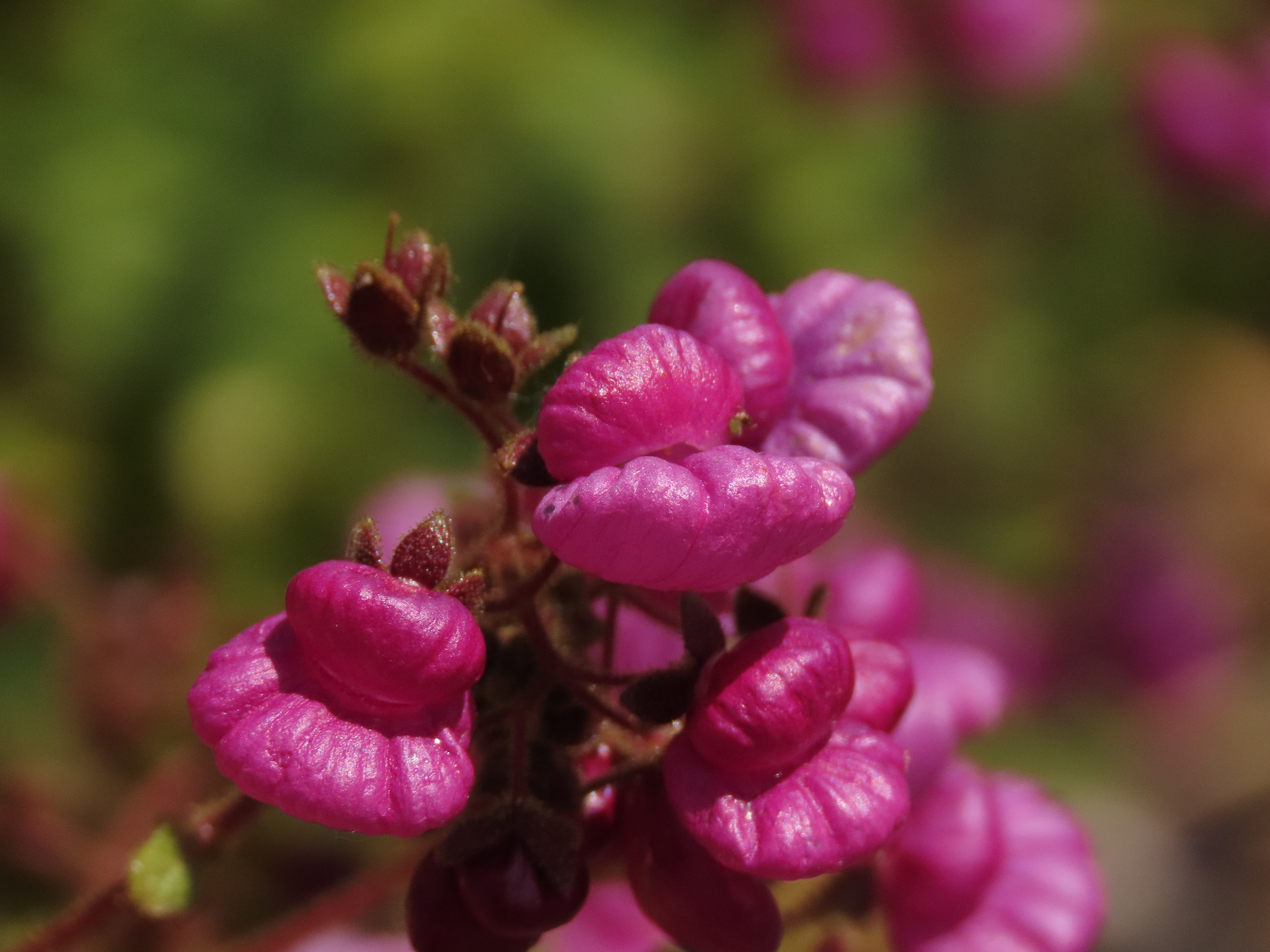
Calceolaria purpurea